# 傑克遜短革單棘魨
傑克遜短革單棘魨（学名：Brachaluteres jacksonianus）為輻鰭魚綱魨形目鱗魨亞目單棘魨科的其中一種，分布於東印度洋澳洲南部及塔斯馬尼亞島海域及半鹹水水域，體長可達10公分，棲息在沿海及河口區，生活習性不明。